# Ulf Kleiner

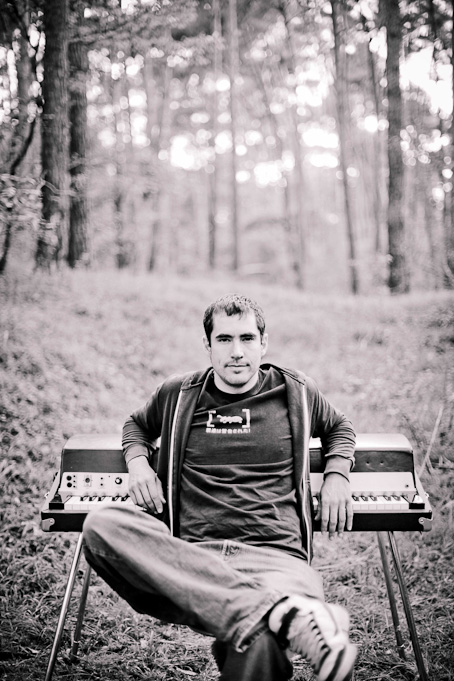
Ulf Kleiner (2012)

Ulf Kleiner (* 6. November 1973 in Stuttgart) ist ein deutscher Pianist, Keyboarder, Komponist und Produzent im Jazz-, Soul- und Elektronikbereich. Er wirkt in verschiedenen Live Bands als Musiker, Musical Director und als Studiomusiker.

## Leben und Wirken
Ulf Kleiner wuchs in Bayreuth/Oberfranken auf und studierte nach dem Abitur Jazzpiano bei Achim Kaufmann und Christof Sänger an der Johannes-Gutenberg-Universität in Mainz. Er ist seit über zehn Jahren selbst als Lehrbeauftragter Dozent für Jazzpiano an der Hochschule für Musik Mainz.
Neben dem akustischen Piano hat sich Kleiner dem Fender Rhodes Electric Piano verschrieben und setzt dies bei Live- und Studio-Produktionen ein. Er spielt u. a. mit Jeff Cascaro, Frank Spaniol, Daniel Stelter, Fola Dada, DePhazz und arbeitete u. a. mit Musikern und Bands wie Charlie Mariano, Till Brönner, Huun Huur Tu, hr-Bigband, Paul van Dyk, Max Herre, Marcos Valle, Ian Pooley und Caro Trischler. 2006 trat er beim Frankfurter Jazzfestival mit seiner Gruppe Kleiner gleich 5 auf.
Kleiner ist Produzent bzw. Coproduzent u. a. folgender Veröffentlichungen: Jeff Cascaro (The Other Man), Daniel Stelter (Homebrew Songs, 'Krikel Krakel' & 'Little Planets'), Spaniol4 (The Trip), Fola Dada (Earth) und Jazzteam (Red Light Soul). 2020 hat er mit Pianoskop sein erstes Solo-Piano-Album veröffentlicht.

## Diskografische Hinweise
- 2002: Diethelm Duo And Nothing Beyond / Klangraum Records[5]
- 2005: Charlie Mariano When the Sun Comes Out / Skip Records; mit Bruno Müller, Christian von Kaphengst, Florian Dauner, Roland Peil sowie Jeff Cascaro[6]
- 2006: Jeff Cascaro Soul of a Singer / Herzog Records[7]
- 2007: Jazzteam Red Light Soul / Klangraum Records[8]
- 2008: Ian Pooley In Other Words / Ministry of Sound
- 2009: Daniel Stelter Homebrew Songs / Herzog Records[9]
- 2011: Daniel Stelter Krikel Krakel / Herzog Records[10]
- 2011: Jeff Cascaro The Other Man / Herzog Records[11]
- 2013: Spaniol4 The Trip / Klangraum Records; mit Frank Spaniol, Markus Bodenseh, Sebastian Merk[12]
- 2015: Daniel Stelter Little Planets / Herzog Records[13]
- 2016: DePhazz Private / Phazzadelic Records[14]
- 2016: Ulf Kleiner, David Meisenzahl, Hanns Höhn Good Times / Klangraum Records[15]
- 2018: Fola Dada Earth / Künstlerhafen[16]
- 2020: Pianoskop / Klangraum Records[17]

## Auszeichnungen
2006 erhielt Ulf Kleiner das Arbeitsstipendium Jazz der Stadt Frankfurt am Main.